# Neoprè

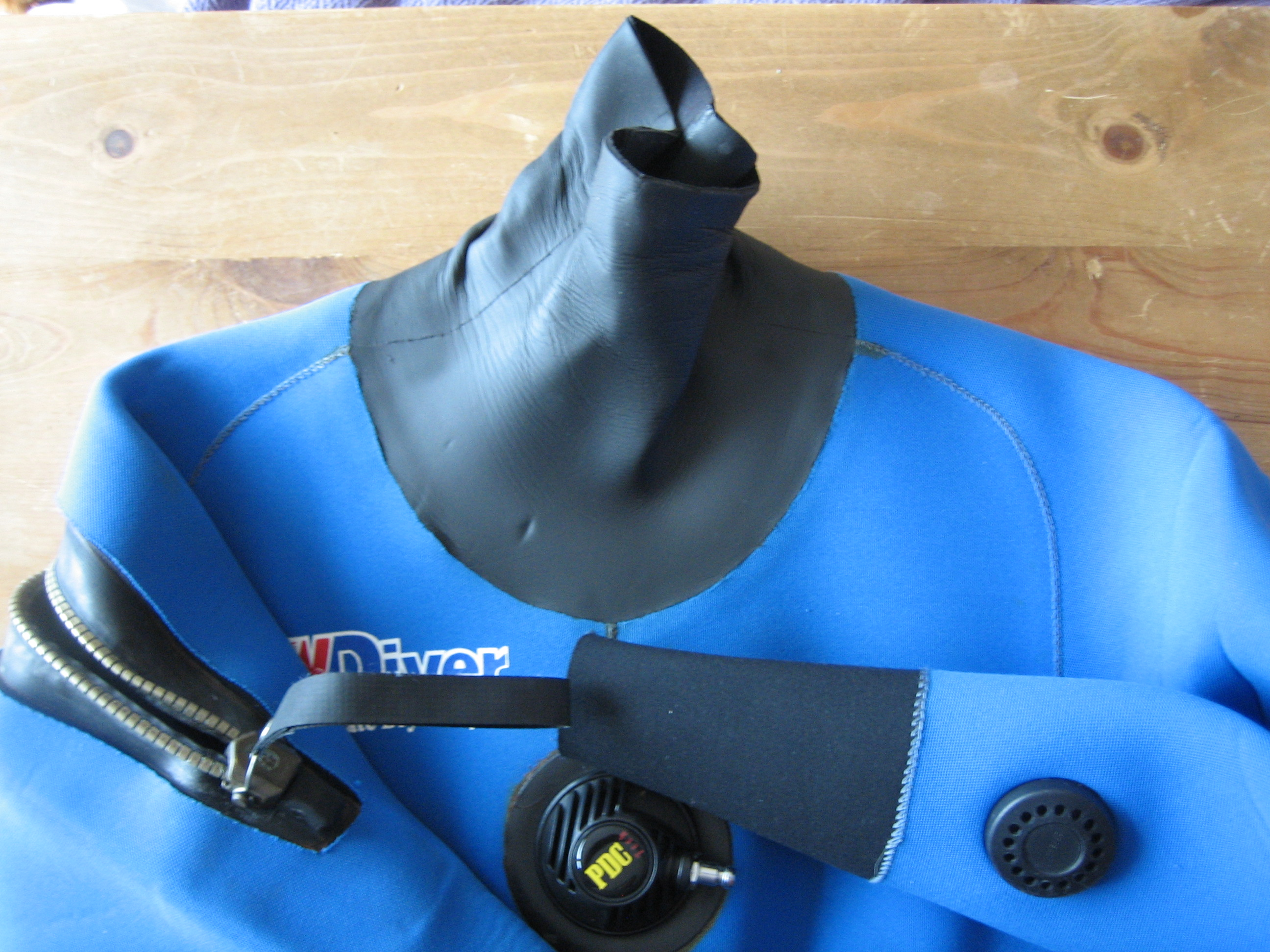
Vestimenta de neoprè per a submarinistes.

El neoprè o neopré és el nom d'una família de polímers basats en el policloroprè (forma polimèrica del cloropropè). Fou inventat per científics de l'empresa DuPont i comercialitzat per aquesta empresa. Inicialment anomenat duprene fou la primera goma sintètica produïda en massa. Les seves propietats aïllants de la calor i l'electricitat, i el fet que sigui impermeable i flexible, l'ha convertit en un producte utilitzat especialment en:
- Vestimenta en esports aquàtics, per a aïllar la persona de l'aigua i mantenir-ne la temperatura.
- Aïllaments elèctrics.
- Corretges dels ventiladors dels vehicles.